# Lily Miyazaki
Yuriko Lily Miyazaki (nació el 11 de noviembre de 1995) es una tenista profesional británica nacida en Japón.
Miyazaki tiene un ranking de individuales WTA más alto de su carrera, No. 133, logrado el 20 de mayo de 2024. También fue No. 223 en dobles, logrado el 13 de junio de 2022.
En junio de 2022, se anunció que Miyazaki había recibido un wildcard para el cuadro principal del Campeonato de Wimbledon 2022, donde hizo su debut en un Grand Slam.
En septiembre de 2023, hizo su debut en el Abierto de Estados Unidos 2023 luego de pasar la clasificación además conseguria su primera victoria en un Grand Slam.